# Visions of the Beast
Visions of the Beast är en samlings-dvd med det brittiska heavy metalbandet Iron Maiden. Den innehåller Iron Maidens alla musikvideor mellan åren 1980 och 2001, vilket blir 31 stycken. Samlingen släpptes den 2 juni, 2003.
Många videor har dykt upp tidigare på vhs som på The First Ten Years och From There to Eternity, men dock aldrig släppts på dvd.

## Innehåll

### Skiva 1
1. Women in Uniform (Macainsh)
2. Wrathchild (Harris)
3. Run to the Hills (Harris)
4. The Number of the Beast (Harris)
5. Flight of Icarus (Smith, Dickinson)
6. The Trooper (Harris)
7. 2 Minutes to Midnight (Smith, Dickinson)
8. Aces High (Harris)
9. Wasted Years (Smith)
10. Stranger in a Strange Land (Smith)
11. Can I Play with Madness (Smith, Dickinson, Harris)
12. The Evil That Men Do (Smith, Dickinson, Harris)
13. The Clairvoyant (Harris)
14. Infinite Dreams (Harris)
15. Holy Smoke (Harris, Dickinson)
16. Tailgunner (Harris, Dickinson)

Extramaterial:
1. Futureal (Fotbolls versionen)
2. Fear of the Dark (Rock In Rio 2001)
3. Aces High (Tecknad version)
4. The Number of the Beast (Tecknad version)

Gömt extramaterial:
1. Man On The Edge (Rolig version)

### Skiva 2
1. Bring Your Daughter...To the Slaughter (Dickinson)
2. Be Quick or Be Dead (Dickinson, Gers)
3. From Here to Eternity (Harris)
4. Wasting Love (Dickinson, Gers)
5. Fear Of The Dark (Harris)
6. Hallowed Be Thy Name (Harris)
7. Man On The Edge (Bayley, Gers)
8. Afraid To Shoot Strangers (Harris)
9. Lord Of The Flies (Harris, Gers)
10. Virus (Harris, Gers, Murray, Bayley)
11. The Angel And The Gambler (Harris)
12. Futureal (Harris, Bayley)
13. The Wicker Man (Smith, Harris, Dickinson)
14. Out Of The Silent Planet (Gers, Dickinson, Harris)
15. Brave New World (Murray, Harris, Dickinson)

Extra:
1. The Wicker Man (tecknad version)
2. Flight of Icarus (tecknad version)
3. Run to the Hills (tecknad version)

Gömt extramaterial:
1. The Trooper (tecknad version)